# Cavalera Conspiracy
I Cavalera Conspiracy sono un gruppo thrash metal, con influenze death metal e hardcore nato nel giugno 2007.

## Storia
Quando i fratelli Max e Igor Cavalera (fondatori dei Sepultura) hanno ricominciato a collaborare e suonare insieme dopo più di dieci anni (l'ultima volta era stata il 16 dicembre 1996 a Londra) decisero di creare un nuovo gruppo chiamato Inflikted. Successivamente, a causa di problemi legali legati all'utilizzo del nome , decisero di cambiare nome in Cavalera Conspiracy.
Oltre ai due fratelli, gli altri membri della band sono Marc Rizzo (chitarra, già nei Soulfly) e Joe Duplantier (Gojira) al basso. Il loro primo album, intitolato Inflikted, è stato pubblicato dalla Roadrunner Records il 24 marzo 2008 e ha ricevuto una buona risposta dalla critica e dal pubblico, specie dai fans nostalgici dei vecchi Sepultura. Il secondo album della band brasiliana è del 2011, Blunt Force Trauma, un concentrato di metal estremo che per i suoi caratteri introspettivi ha consentito al gruppo di assumere un assetto più definito e apprezzabile. Il terzo disco Pandemonium è del 2014, e a differenza dei precedenti non ha ricevuto critiche molto positive, questo anche a causa della sua produzione volutamente "low-fi". Il 17 novembre 2017 esce il quarto album intitolato Psychosis. Il 14 luglio 2023 escono le ri-registrazioni del primo EP dei Sepultura Bestial Devastation e del primo album Morbid Visions. Visto il successo di vendita delle due operazioni una nuova registrazione di Schizophrenia, il secondo album dei Sepultura, è uscita il 21 giugno 2024.

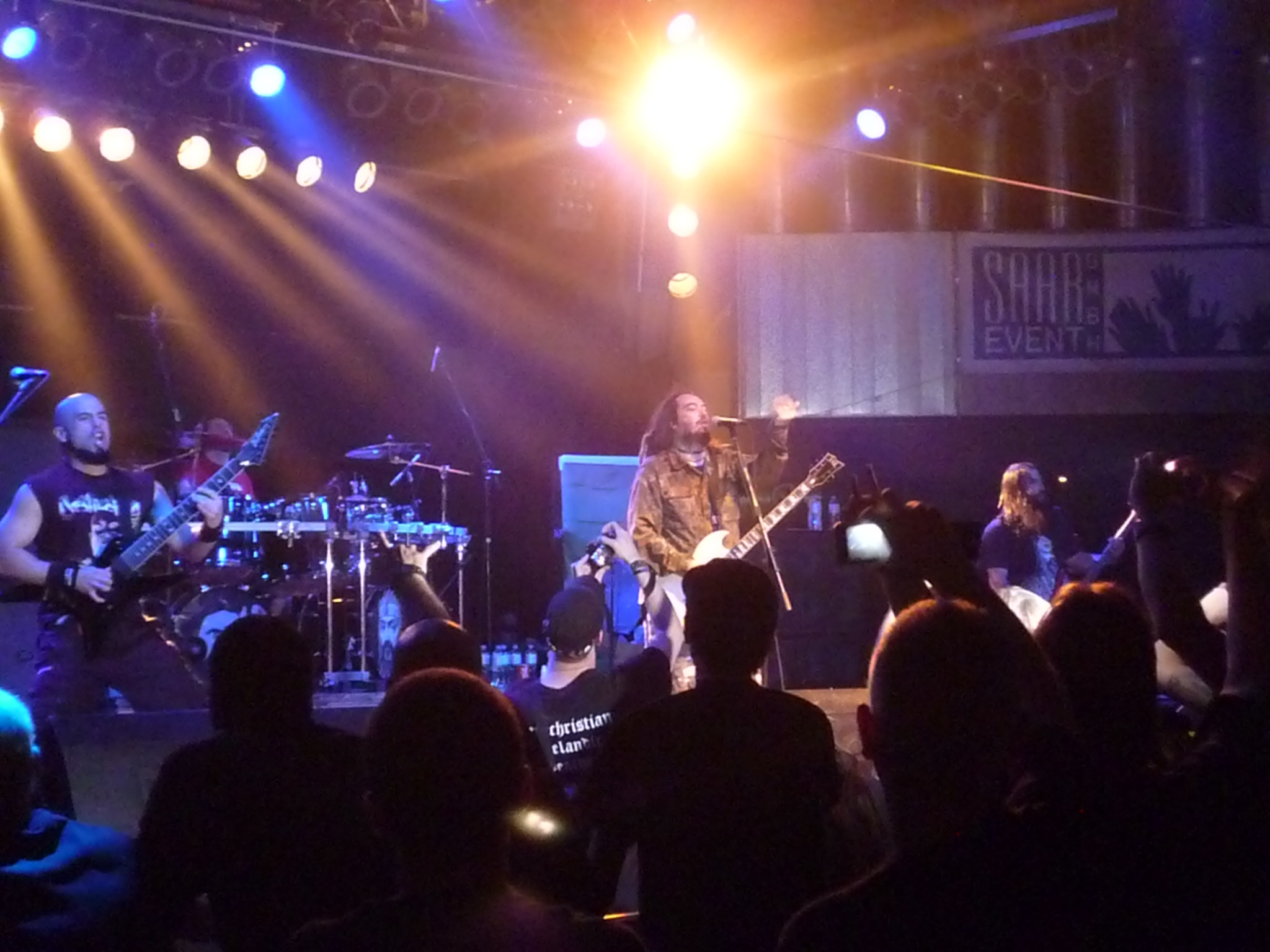
I Cavalera Conspiracy al Saarbrücken Garage 2011

## Formazione

### Formazione attuale
- Max Cavalera - voce, chitarra (2007-presente)
- Igor Cavalera - batteria (2007-presente)
- Igor Amadeus Cavalera - basso (2023–presente)
- Travis Stone - chitarra (2024-presente)

### Ex componenti
- Joe Duplantier - basso (2007-2008)
- Johny Chow - basso (2008-2012)
- Tony Campos - basso (2012-2013)
- Nate Newton - basso (2013-2015)
- Marc Rizzo - chitarra (2007-2021)
- Daniel Gonzalez -  chitarra (2023)

### Ospiti
- Ritchie Cavalera - voce
- Dave Peters - voce
- Roger Miret (Agnostic Front) - voce
- Rex Brown (Down, Pantera) - basso

## Discografia
- 2008 - Inflikted
- 2011 - Blunt Force Trauma
- 2014 - Pandemonium
- 2017 - Psychosis
- 2023 - Bestial Devastation Re-Recorded
- 2023 - Morbid Visions Re-Recorded
- 2024 - Schizophrenia Re-Recorded